# Orenjë
Orenjë es una localidad albanesa del condado de Elbasan. Se encuentra situada en el centro del país y desde 2015 está constituida como una unidad administrativa del municipio de Librazhd. A finales de 2011, el territorio de la actual unidad administrativa tenía 3883 habitantes.
La unidad administrativa incluye los pueblos de Ballegjin, Floq, Funares, Gurakuq, Mexixe, Neshte, Orenjë, Rinas, Zdrajsh y Zdrajsh Veri.
Se ubica unos 10 km al noroeste de la capital municipal Librazhd, cerca del límite con el condado de Tirana.